# Сержанка (деревня)
Сержанка — деревня в Абатском районе Тюменской области России. Входит в состав Майского сельского поселения.

## География
Деревня находится в юго-восточной части Тюменской области, в лесостепной зоне, в пределах Ишимской равнины, на расстоянии примерно 43 километров (по прямой) к юго-юго-западу (SSW) от села Абатское, административного центра района. Абсолютная высота — 131 метр над уровнем моря. К югу от населённого пункта проходит Транссибирская железнодорожная магистраль.

### Часовой пояс
Сержанка, как и вся Тюменская область, находится в часовой зоне МСК+2. Смещение применяемого времени относительно UTC составляет +5:00.

## Население
| 1989 | 2002 | 2010 |
| ---- | ---- | ---- |
| 11   | ↘3   | ↘0   |